# Ilocomba
Ilocomba là một chi nhện trong họ Anyphaenidae.